# Штайнгайм-ам-Альбух
Штайнгайм-ам-Альбух (нім. Steinheim am Albuch) — громада в Німеччині, знаходиться в землі Баден-Вюртемберг. Підпорядковується адміністративному округу Штутгарт. Входить до складу району Гайденгайм.
Площа — 82,41 км2. Населення становить 8725 ос. (станом на 31 грудня 2020).